# Bucranium affine
Bucranium affine es una especie de Arachnida del género Bucranium, de la familia Thomisidae, del orden Araneae.

## Distribución
Bucranium affine se distribuye por México.

## Taxonomía
Fue descrita científicamente por Octavius Pickard-Cambridge en 1896. Fue publicado por primera vez en Arachnida. Araneida. In: Biologia Centrali-Americana, Zoology. London 1, entre las páginas 161 y 224 (1896).